# Alfredo Provenzali

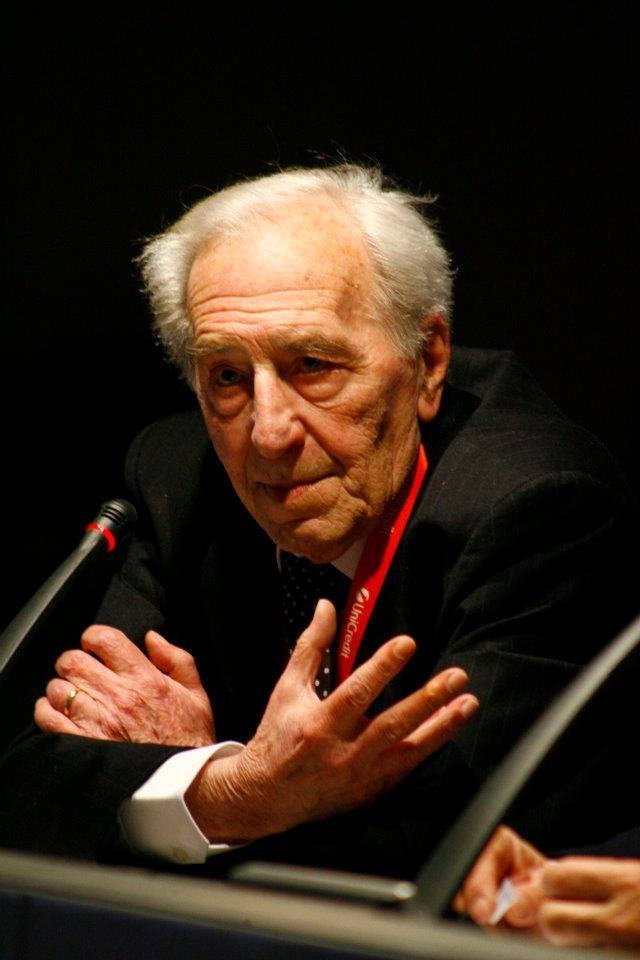
Alfredo Provenzali al Festival internazionale del giornalismo di Perugia nel 2011

Alfredo Provenzali (Genova, 13 luglio 1934 – Genova, 13 luglio 2012) è stato un giornalista, conduttore radiofonico e radiocronista sportivo italiano.

## Biografia
Nato nel quartiere genovese di Sampierdarena e tifoso della Sampdoria, Provenzali dal 1966 è stato radiocronista nella trasmissione Tutto il calcio minuto per minuto e, fino al 1992, inviato sui campi di campionato e coppe europee. Il suo debutto ebbe luogo allo stadio Marassi di Genova. Quella domenica conobbe tra l'altro Nicolò Carosio, inviato per la televisione a commentare la stessa partita. Nel 1992 sostituì Massimo De Luca alla conduzione del popolare programma, ruolo che manterrà per venti anni fino al 2012, anno della sua scomparsa. Nel settembre 2006 ha festeggiato i quarant'anni di attività come radiocronista.
È stato inviato anche del campionato italiano di pallanuoto, sport di cui era molto appassionato. Era amico e tifoso di Eraldo Pizzo, il campione della Pro Recco. È stato inviato per le edizioni dei Giochi Olimpici dal suo ingresso in Rai fino al 1996, occupandosi di nuoto e pallanuoto, così come per numerose edizioni di Mondiali ed Europei di calcio. Si è occupato come inviato di punta anche delle più importanti gare ciclistiche, a cominciare dal Giro d'Italia che ha raccontato in sella ad una moto a partire dal 1975.
Durante i primi anni sessanta ha presentato nei teatri liguri diverse rassegne dedicate ai talenti emergenti: in una di queste, nel 1964, conobbe il grande cantautore Luigi Tenco.
Tra i tanti eventi memorabili che si legano al suo ricordo vi è la radiocronaca del primato del mondo negli 800 stile libero ottenuto dalla nuotatrice Novella Calligaris ai campionati del mondo di nuoto in vasca lunga (Belgrado, settembre 1973).
Altro evento memorabile raccontato da Provenzali fu il Record dell'ora di ciclismo realizzato da Francesco Moser nel 1984 a Città del Messico.
Nei primi anni 80, in RAI a Genova, faceva parte del pool sportivo con gli altri grandi Giorgio Bubba, Gianni Vasino, Alfredo Liguori ed Emanuele Dotto, star di Novantesimo minuto.
Provenzali è deceduto nella notte tra il 12 e il 13 luglio 2012, il giorno del suo settantottesimo compleanno.

## Riconoscimenti
- Premio "Biagio Agnes"